# Clement Comer Clay
Clement Comer Clay (n. 17 decembrie 1789 – d. 7 septembrie 1866) a fost al optulea guvernator al statului american Alabama, între 1835 și 1837. Avocat, judecător și om politic, el a fost ales și în legislativul statului, precum și în Camera Reprezentanților a SUA.

## Primii ani
Clay s-a născut în comitatul Halifax, Virginia. Tatăl său, William Clay, fusese ofițer în Războiul de Independență, și s-a mutat în comitatul Grainger, Tennessee. Clay a mers la școlile locale și a absolvit East Tennessee College în 1807. A fost admis în barou în 1809 și s-a mutat la Huntsville, Alabama, unde și-a deschis un cabinet de avocatură în 1811.

## Căsătoria și familia
Clay s-a căsătorit cu Susannah Claiborne Withers la 4 aprilie 1815.  Ei au avut trei fii: Clement Claiborne Clay, John Withers Clay și Hugh Lawson Clay.  

## Camera Reprezentanților la nivel de stat și federal
Clay a fost deputat în legislativul teritorial Alabama în anii 1817–1818. A fost judecător al curții statale și apoi deputat în Camera Reprezentanților statului Alabama. 
În 1828 a fost ales în Camera Reprezentanților SUA, în care a fost deputat între 4 martie 1829 și apoi a fost reales până  la 3 martie 1835, când și-a început mandantul de guvernator al statului Alabama.

## Guvernator al statului Alabama
În 1835, Clay a fost ales guvernator. Mandatul de guvernator al lui Clay a luat sfârșit când a fost numit de legislativul statului ca senator federal în 1837 (înainte ca senatorii să fie aleși prin vot direct).

### Colegiul Spring Hill
În 1836, guvernatorul Clay a promulgat o lege statală prin care se înființa Colegiul Spring Hill la Mobile, Alabama, al treilea cel mai vechi colegiu iezuit din Statele Unite. Prin carta sa, colegiul primea „puteri depline de a acorda sau a conferi diplomă sau diplome în arte și științe, ori în orice artă sau știință se acordă de regulă de alte seminarii de învățământ din Statele Unite.” Colegiul a apărut în urma puternicelor tradiții catolice franceze din orașul care fusese înființat drept colonie franceză. 

### Războiul Creek din 1836
Mandatul lui Clay a fost dominat de Războiul Creek din 1836, declanșat în urma rezistenței față de îndepărtarea indienilor, care se desfășura în sud-estul SUA începând cu 1830. În timpul administrației Clay, Armata Statelor Unite i-a îndepărtat pe indienii Creek din sud-estul statului Alabama în conformitate cu tratatul de la Cusseta din 1832. Indienii Creek au fost mutați în Teritoriul Indian (astăzi, Oklahoma), la vest de Mississippi. Au avut loc confruntări între indieni și coloniștii albi.

### Panica din 1837
În timpul panicii din 1837, Statele Unite au suferit o criză financiară adusă de o bulă speculativă. Această criză a produs o scădere drastică a lichidităților Băncii Statului Alabama. Clay a ordonat băncii să furnizeze un raport detaliat al finanțelor sale, dar aceasta nu a putut să se conformeze.

## Senatul Statelor Unite
După ce a fost ales senator de către legislativul statului, Clay a fost membru al Senatului Statelor Unite de la 19 iunie 1837 până la demisia sa la 15 noiembrie 1841.
În anii de după sfârșitul Războiului Civil, Clement Clay a murit din cauze naturale în septembrie 1866, la 76 de ani.  Soția sa Susanna murise tot în acel an.